# Zásuvný modul

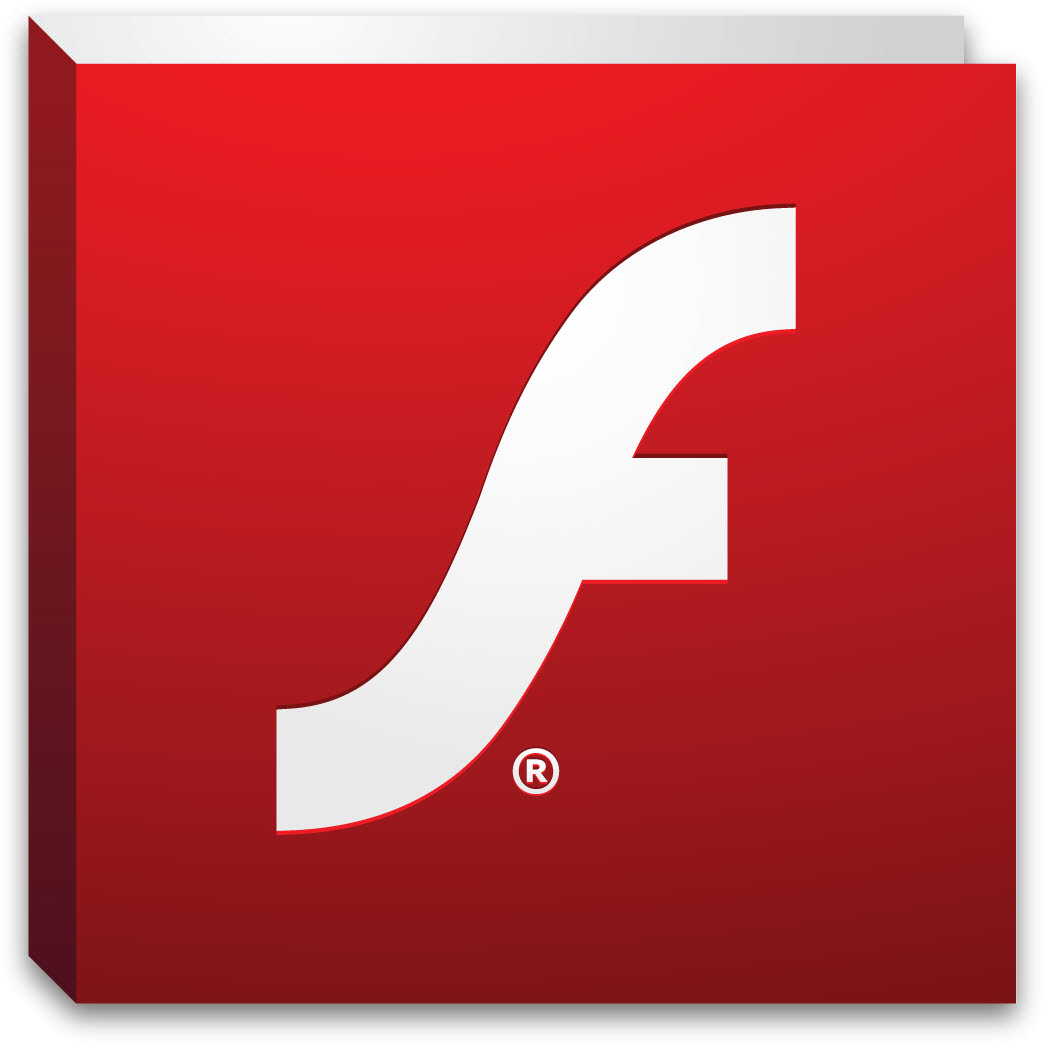
Adobe Flash, ve své době oblíbený zásuvný modul.

Zásuvný modul neboli plugin, také plug-in (neologismus vytvořený z anglického slovesa to plug in – zasunout) je software, který nepracuje samostatně, ale jako doplňkový modul jiné aplikace a rozšiřuje tak její funkčnost.
Plugin obvykle využívá připraveného rozhraní aplikace zvaného API.
Mnoho programů nabízí programátorům možnost použít jejich API (aplikační rozhraní), s možností rozšířit funkčnost nabízeného programu.
Rozšíření webových prohlížečů jsou ale často zdrojem možných úniků dat uživatelů.

## Příklady
Následují příklady některých aplikací, které umožňují použití pluginů:
- grafické nástroje:
  - Flash
  - Adobe InDesign, Adobe Reader, Adobe Illustrator, Adobe Photoshop, Adobe Premiere Pro a Adobe After Effects
- textové editory:
  - Apache OpenOffice
  - LibreOffice
  - Vim
- vývojová prostředí:
  - Eclipse
  - jEdit
  - NetBeans
- Winamp a XMMS
- webové prohlížeče:
  - Windows Internet Explorer
  - Firefox
  - Opera
  - Google Chrome
- systémy pro správu obsahu:
  - Drupal
  - Grav
  - Joomla!
  - WordPress
- Moodle
- Konektory mezi jednotlivými IT systémy

## Mechanismus
Hostitelská aplikace poskytuje služby, které může plug-in používat, včetně způsobu, jak se plug-iny registrují v hostitelské aplikaci, a protokolu pro výměnu dat s plug-iny. Zásuvné moduly závisí na službách poskytovaných hostitelskou aplikací a obvykle nefungují samy o sobě. Naopak hostitelská aplikace funguje nezávisle na zásuvných modulech, což umožňuje koncovým uživatelům dynamicky přidávat a aktualizovat zásuvné moduly, aniž by museli provádět změny v hostitelské aplikaci.
Programátoři obvykle implementují zásuvné moduly jako sdílené knihovny, které se dynamicky načítají za běhu. HyperCard podporovala podobné zařízení, ale častěji obsahovala kód zásuvného modulu v samotných dokumentech HyperCard (nazývaných zásobníky). Zásobník HyperCard se tak stal samostatnou aplikací jako takovou, kterou lze distribuovat jako jeden celek, který mohou koncoví uživatelé spouštět bez nutnosti dalších instalačních kroků. Programy mohou také implementovat zásuvné moduly načtením adresáře jednoduchých skriptových souborů napsaných ve skriptovacím jazyce, jako je Python nebo Lua.